# 阿利亞運動

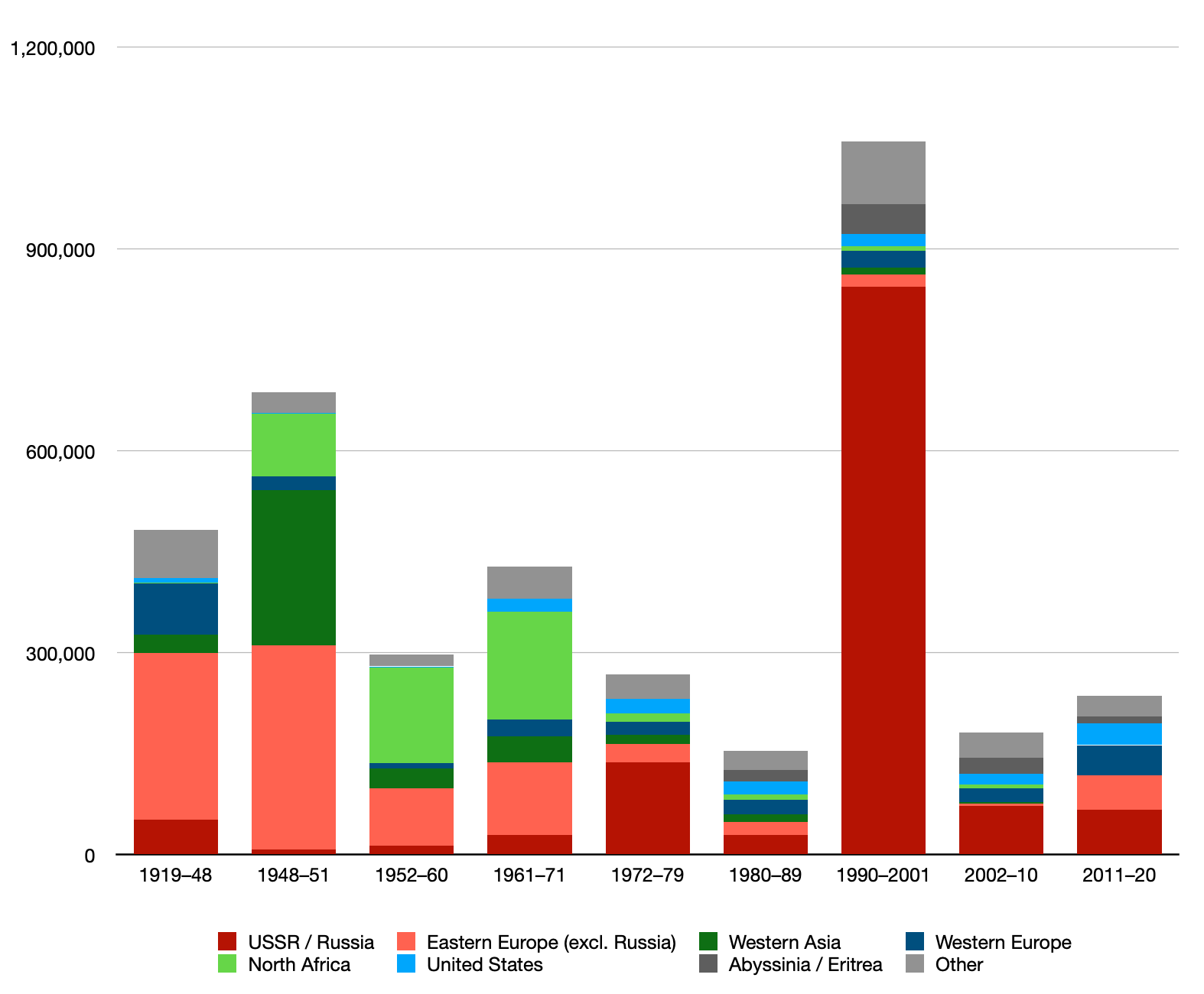
蘇聯/俄羅斯
東歐(俄之外)
西亞
西歐
北非
美國
非洲之角
其他

阿利亞運動（希伯來語：עֲלִיָּה，「上升」之意）為世界離散猶太人移居巴勒斯坦地區「以色列土地」（Eretz Israel）的大規模移民行動。移居以色列也是錫安主義最基本的要素之一。自1880年代起到1948年以色列建國共有五波大型的阿利亞運動。1950年以色列通過《回歸法》，賦予世界各地的猶太人及其子孫回歸以色列及擁有以色列公民身份的權利。
猶太人在歷史上曾多次被驅逐出以色列（例如猶太-羅馬戰爭）而散居世界各地。直至19世紀後期，全球99.7%的猶太人居住在以色列之外的地區，當中巴勒斯坦/以色列本地居民僅有2%-5%是猶太人。雖然回歸以色列是猶太人重要的一部分，但在錫安主義興起之前，只有很少一部分猶太人會遷居以色列。猶太人大規模回遷以色列始於1882年。1948年以色列宣布獨立後，至少300萬猶太人回歸以色列。直至2014年，全球42.9%的猶太人生活在以色列及巴勒斯坦。

## 「耶利達」
相對於移居巴勒斯坦的「阿利亞」運動，離散猶太人移居美國等其他國家的現象則被稱作「耶利達」（英語：Yerida，「墮落」之意）。這種與錫安主義反離散教條背道而馳的現象受到以色列國內許多政治人物的譴責，然而這些以色列移民大部份有著較高的教育水準，並為了獲得更好的生活品質而離開或有意離開以色列。